# Saltos ornamentais no Campeonato Europeu de Esportes Aquáticos de 2021 - Plataforma 10 m sincronizado feminino
A prova da plataforma 10 m sincronizado feminino dos saltos ornamentais no Campeonato Europeu de Esportes Aquáticos de 2021 ocorreu no dia 14 de maio na Arena Danúbio, em Budapeste na Hungria.

## Calendário
| Fase  | Data       | Hora  |
| ----- | ---------- | ----- |
| Final | 14 de maio | 19:30 |

Todos os horários estão no horário local (UTC+1)

## Medalhistas
| Ouro                                            | Prata                                   | Bronze                                  |
| Rússia · Ekaterina Beliaeva · Yulia Timoshinina | Reino Unido · Eden Cheng · Lois Toulson | Ucrânia · Kseniia Bailo · Sofiya Lyskun |

## Resultados
Esses foram os resultados da competição.
| Pos.              | Nacionalidade | Saltadores                           | Pontos | Pontos | Pontos | Pontos | Pontos | Pontos | Pontos |
| Pos.              | Nacionalidade | Saltadores                           | T1     | T2     | T3     | T4     | T5     | Total  |        |
| ----------------- | ------------- | ------------------------------------ | ------ | ------ | ------ | ------ | ------ | ------ | ------ |
| Medalha de ouro   | Rússia        | Ekaterina Beliaeva Yulia Timoshinina | 47.40  | 46.80  | 70.20  | 70.08  | 72.96  | 307.44 |        |
| Medalha de prata  | Reino Unido   | Eden Cheng Lois Toulson              | 46.80  | 47.40  | 49.50  | 72.00  | 74.88  | 290.58 |        |
| Medalha de bronze | Ucrânia       | Kseniia Bailo Sofiya Lyskun          | 52.20  | 51.00  | 68.16  | 69.30  | 46.08  | 286.74 |        |
| 4                 | Alemanha      | Tina Punzel Christina Wassen         | 46.20  | 49.20  | 57.60  | 61.20  | 70.08  | 284.28 |        |
| 5                 | Noruega       | Anne Tuxen Helle Tuxen               | 45.00  | 41.40  | 58.80  | 59.16  | 61.32  | 265.68 |        |
| 6                 | Itália        | Maia Biginelli Elettra Neroni        | 43.20  | 46.80  | 55.44  | 41.40  | 68.28  | 252.12 |        |